# Böbberbachniederung
Die Böbberbachniederung ist ein Landschaftsschutzgebiet im Bereich der Stadt Bad Münder am Deister im
Landkreis Hameln-Pyrmont in Niedersachsen.

## Böbberbach
Der am Nordrand des münderschen Stadtteils Böbber entspringende Fuchsbach, plattdeutsch Voßbeeke und landläufig Böbberbach genannt, ist ein 1,633 km langer orographisch linksseitiger Zufluss der Hamel. Für die Gewässerunterhaltung ist der Unterhaltungsverband Ilse-Hamel zuständig.
Die Trasse der bis 1988 betriebenen Süntelbahn verlief von der Station Hamelspringe das Böbberbachtal hinauf und anschließend durch einen Einschnitt in Richtung nach Egestorf im zur Rodenberger Aue entwässernden Teil des Sünteltals.

## Landschaftsschutzgebiet
Mit einer am 20. Dezember 1993 im Amtsblatt für den Regierungsbezirk Hannover veröffentlichten Verordnung wurde ein etwa 85,5 ha großes Gebiet der münderschen Stadtteile Böbber, Bakede und Bad Münder zum Landschaftsschutzgebiet mit dem Namen Böbberbachniederung erklärt.
Das Landschaftsschutzgebiet ist durch das muldig ausgeformte, landschaftlich reich strukturierte Bachtal des Böbberbachs sowie die Vielzahl der kleinflächigen Biotope geprägt.
Die hohe Formvielfalt der zahlreich anzutreffenden Biotope auf überwiegend feuchten, extensiv genutzten Grünlandflächen sowie auf höher gelegenen, trockenen Hangkanten und  eine standorttypische Vegetation am Bachlauf bestärken die Leistungsfähigkeit des Naturhaushaltes.
Infolge unterschiedlich ausgeprägter Feuchtbereiche weist das Schutzgebiet eine Vielzahl von Flächen auf, die als besonders geschützte Biotope unter gesetzlichem Schutz stehen. Diese sind wertvolle Rückzugs- und Lebensräume für bedrohte Tier- und Pflanzenarten, die in den angrenzenden intensiv landwirtschaftlich genutzten Flächen geringe oder keine Entwicklungsmöglichkeiten mehr haben.
Als Schutzzwecke nennt die Verordnung die Erhaltung, Sicherung und Entwicklung des vorhandenen Landschaftsbildes, der Oberflächengestalt sowie der Leistungsfähigkeit des Naturhaushaltes, des naturnahen Fließgewässersystems des Böbberbaches einschließlich der gewässerbegleitenden Vegetation, der kleinräumig wechselnden Feuchtverhältnisse sowie Biotopvielfalt der Bachaue, insbesondere der stark grundwasserbeeinflußten Sumpf- und Nasswiesenstandorte, der landschaftsverträglichen Bewirtschaftung der Nutzflächen, und der Erholungseignung.
Ebenso die Freihaltung des Schutzgebietes von baulichen Einrichtungen und Vermeidung von Maßnahmen, die die natürliche Eigenart der Landschaft wesentlich beeinträchtigen.

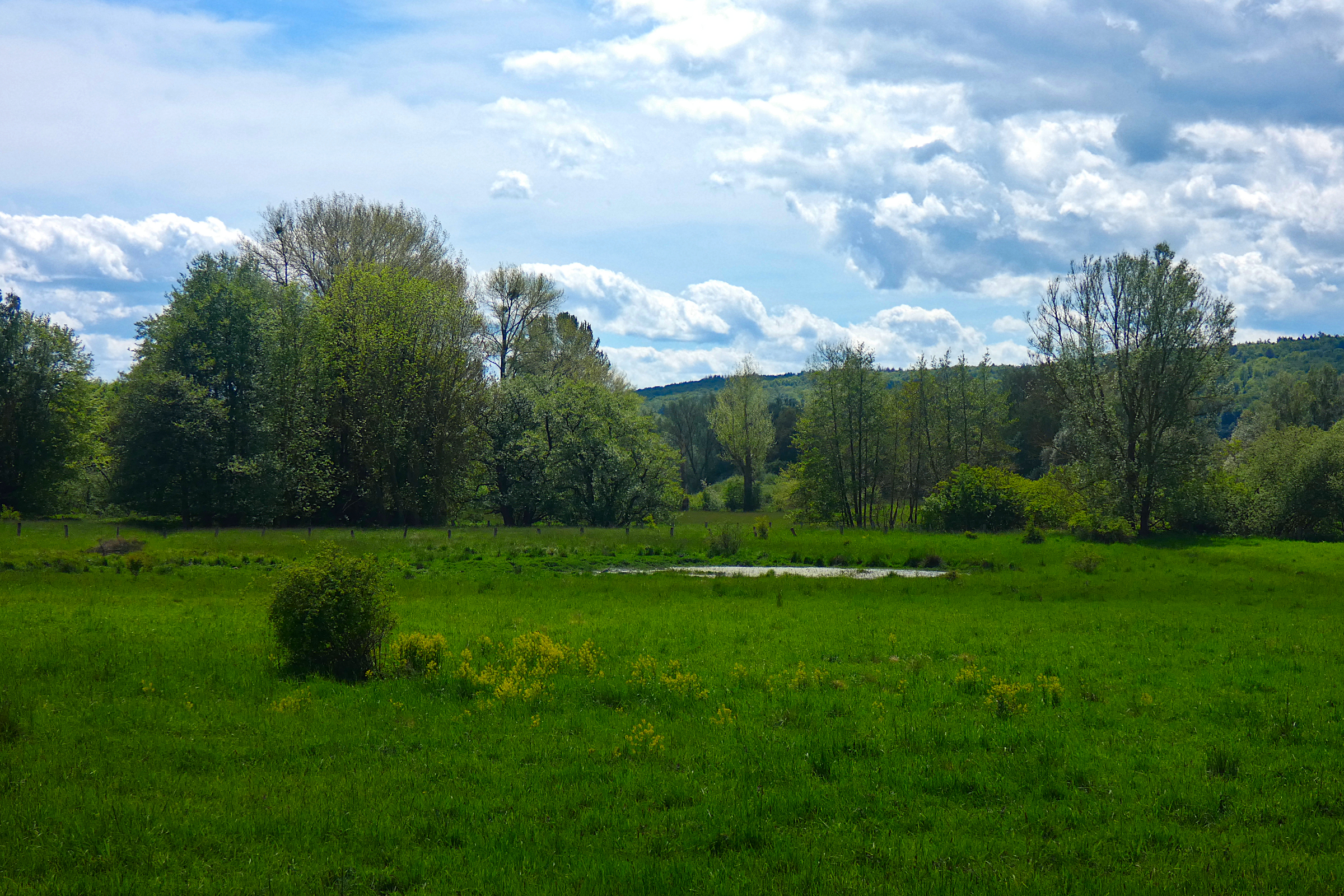
Wiese in der Böbberbachniederung

## Nutzung
Aufgrund der hohen Erlebnisvielfalt des Landschaftsbildes kann das von einigen Feld- und Fahrradwegen durchzogene Landschaftsschutzgebiet der naturnahen Erholung dienen.
Teilflächen des Schutzgebiets werden als Weideland genutzt.
Der Naturschutzbund Bad Münder betreut seit über 30 Jahre eine Feuchtwiese in der Böbberbachniederung.
1985 wurden im Mühlensiek bei Böbber zwei mittlerweile von einem Schilfgürtel umgebene Landschaftsteiche angelegt, die verschiedenen Amphibienarten als Laichgewässer dienen.
Ein weiterer 2013 in der Böbberbachniederung mit Baggern angelegter flacher Teich sollte Lebensraum für Kröten, Unken und andere Amphibien werden.